# Schrammel Imre

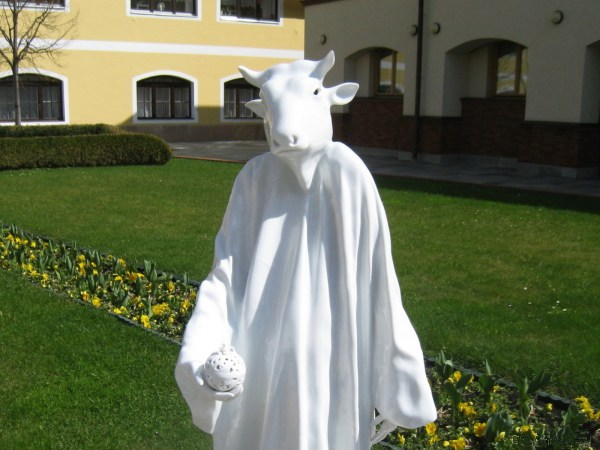
Karneváli figura

Schrammel Imre (Szombathely, 1933. október 29. –) a Nemzet Művésze címmel kitüntetett, Munkácsy- és Kossuth-díjas magyar iparművész, keramikus, a Magyar Iparművészeti Főiskola egykori rektora, az MMA rendes tagja. Az ezredvégi kerámia művészet megújítója.

## Életpályája
Schrammel László és Szavári Emilia gyermekeként látta meg a napvilágot Szombathelyen. Felsőfokú tanulmányokat a Magyar Iparművészeti Főiskolán folytatott (1952–1957), ahol Borsos Miklós és Gádor István voltak a mesterei. A diploma kézhez vétele után hamarosan bekerült tanítani a Magyar Iparművészeti Főiskolára, ahol a lépcsőfokokat végighaladva 1990-ben egyetemi tanári kinevezést kapott, 1991-ben nyerte el a DLA fokozatot, majd 1993–1999 közt az egyetem rektoraként működött, közben mind a MOME, mind a JPTE képzőművészeti mesteriskoláinak témavezető tanára, 3 fő szerzett vezetése alatt DLA fokozatot, jelenleg 2 fő dolgozik keze alatt Doctor Liberalium Artium, azaz a szabad művészetek doktora címért.
Már fiatal korától kezdve megtanulta a klasszikus kerámia mesterség minden csínját, majd hozzá az új stílus-lehetőségeket is, non-figuratív kifejezési módokat, szürreális figurákat, az új technikákat, maga is az új technikák egyik bevezetője, így nem csoda, hogy nemcsak mestertanárként, hanem vendégtanárként is működött Amerikában (Haystak Mountain School of Craft) 1983-ban, Innsbruckban (Art Didacta) 1987–88-ban, Kanadában (Banff Centre) 1987-ben, Trierben (Europäische Akademie) 1987-ben és 1989-ben a haifai egyetemen.
Nevéhez fűződik az első magyarországi kerámiaszimpozion megszervezése (Siklós, 1969). 1981-től a Nemzetközi Kerámia Akadémia vezetőségi tagja, 1986 óta alelnöke.
Mintáz porcelánedényeket, kisplasztikákat, agyagfigurákat, monumentális hatású szobrokat. Művészetének motívumait a természetből, a néprajzból, a mítoszokból és önmagából meríti. Számos híressé vált agyagszobra és agyagból mintázott sorozata van, köztük Lőtt oszlopok 1-8. (1981–85) és porcelánból mintázott sorozata a Karnevál című (1995–98).

## Családja
1958-ban nősült, felesége Tábori Gabriella, házasságukból egy gyermek született: Zoltán (1961).

## Kiállítások (válogatás)

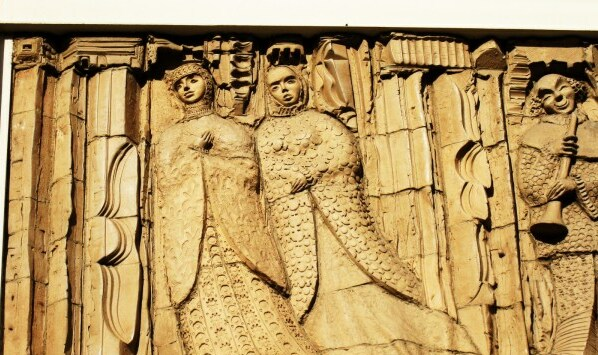
Kerámia dombormű
Balaton Színház
Keszthely

## Kiállítások (válogatás)[6]

### Egyéni
- 1969 Ernst Múzeum (Fekete Györggyel), Budapest
- 1974 Műcsarnok, Budapest
- 1975 Lans M., Jönköping
- 1976 Hetjens Museum, Düsseldorf
- 1977 Jahrhunderthalle, Frankfurt am Main
- 1978 Kunstkammer Köster, Mönchengladbach
- 1979 Magyar Intézet, Varsó
- 1981 Galerie G. Heidrich, Köln • Galerie De Witte Voet, Amszterdam
- 1986 Magyar Intézet, Prága
- 1989 Galerie Böwig, Hannover
- 1990 Műcsarnok, Budapest • Miskolci Galéria, Miskolc • Galerie "L", Hamburg
- 1991 Magyar Kultúrintézet, Berlin • Galerie "B 15", München
- 1992 Westerwald Museum, Höhr-Grenzhausen
- 1992, 1998 Galerie am Roten Turm, Sommerhausen
- 1994 Szombathelyi Képtár, Szombathely • Magyar Kultúra Háza, Bukarest • Museum of Arts, Taipei Galerie Vromans, Amszterdam • Stadtmuseum, Gmunden • Galerie M. Heller, Heidelberg • Galerie H. Schneider, Zürich-Horgen • Galerie am Stadtmauer, Villach • Galerie Knyrin, Regensburg
- 1999 Iparművészeti Múzeum, Budapest
- 2003 Schrammel Imre retrospektív kiállítása. Múzeum Galéria, Pécs
- 2004 Sokarcú föld c. kiállítása, Iparművészeti Múzeum, Budapest
- 2005 Körmendi Galéria, Sopron
- 2007 Mulandóság c. kiállítása, Ernst Múzeum, Budapest
- 2008 Museion No. 1 Galéria, Budapest
- 2011 Pásztói Múzeum, Pásztó
- 2015 Vitalitas Galéria, Szombathely

### Csoportos
- 1971 • "Prizma 13", Műcsarnok, Budapest
- 1977 • A Londoni Csoport vendégeként, Jahrhunderthalle, Frankfurt am Main
- 1981 • Kecskemét Group, Hennstedt-Syke • Galerie La Main, Brüsszel • Centrum voor Kunsten Kultur, Gent
- 1983 • Kecskemét Group, Kunstnerforbundet, Oslo • Keramikstudio, Bécs
- 1985 • Ceramics Today, Brockton Museum, Boston
- 1988 • Form und Glasur, Jahrhunderthalle, Frankfurt
- 1989 • 1956/301 • Pályázat az 1956-os forradalom vértanúinak emlékművére, Budapest Galéria, Budapest
- 1990 • Siklósi Nemzetközi Kerámia Szimpózium
- 1991 • Kecskemét Group, La Galerie D'Art Stewart Hall, Montréal • Terre dall'Est, Palazzo Agostinelli, Bassano del Grappa
- 1992 • East European Ceramics, Philadelphia • AIC-kiállítás, Isztambul • Magyar Kulturális Fesztivál, Japán • Terra Csoport, Galerie Ceramic Arts, Bécs
- 1993 • I. B. d'Art Decoratif, Párizs • Torzó, Déryné Galéria, Miskolc
- 1994 • Terra Csoport, Budapest Galéria, Budapest • AIC Nemzetközi kiállítás, Prága • Terra Csoport, Pozsony • Sculpturen aus Ton, Galerie Tutes, Luxemburg
- 1996 • Terra Csoport, Weil am Rhein • Nemzetközi Kerámia Kiállítás, Szöul • AIC Kerámia Világkiállítás, Karatsu (JP) • Kecskeméti Kerámiastúdió, Iparművészeti Múzeum, Budapest
- 1997 • Írás az agyagban • a Terra Csoport kiállítása, Újpest Galéria, Budapest • Terra Csoport, Hochneukirchen
- 1998 • Frankfurter Messe
- 2001 • Ipar-Művészet. Millenniumi iparművészeti kiállítás, Műcsarnok.
- 2008 Az év első kiállítása (Kiállító művészek: Kopek Rita, Gyulai Líviusz, Schrammel Imre, Vagyóczky Károly, Orosz István, Vén Zoltán, Kő Pál, Csíkszentmihályi Róbert, Szunyoghy András, Szemadám György) MONO Galéria, Budapest

### Köztéri művei
- Dekoratív kerámiaburkolat (1965, Budapest XII. ker., Maros u. 16/a)
- Terrakotta relief (1966, Budapest, Közlekedési Múzeum)
- Kerámia dombormű (1966, Budapest, Közlekedési Múzeum)
- Madár és hal (kerámia kútplasztika, 1967, Szolnok, MSZMP Megyei Bizottság székház)
- Kerámia dombormű (1968, Budapesti Történeti Múzeum, 1976-ban lebontották)
- Beton körplasztika (1969, Sopron, AFIT)
- Körplasztika (zsaluzott beton, 1970, Sopron, AFIT főbejárat)
- Samott relief (1976, Vác, Madách Imre Művelődési Központ)
- Kerámia dombormű (1977, Balassagyarmat, Gyermekotthon)
- Kerámia murália (1978, Balassagyarmat, Csecsemőotthon, előcsarnok fala)
- Beton plasztika (1980, Zalaegerszeg, Kilián György Általános Iskola)
- Samott dombormű (1982, Hegyeshalom, határátkelőhely, vámcsarnok)
- Samott faliképek (1983, Balatonföldvár, KPM Oktatási épület)
- Kerámia dombormű (1984, Győr, Magyar Vagon- és Gépgyár Vendégház uszodája)
- Kerámia dombormű (1985, Edelény, Ifjúsági Ház)
- Pirogránit dombormű (1986, Pécs, Nemzeti Színház)
- Kerámiahomlokzat (1987, Vidám Park, Elvarázsolt kastély)
- A II. világháború áldozatainak emlékműve (1994, Vasvár, Március 15. tér parkja)
- Dumuzi, samott szobor (1995, Miskolc, Nemzeti Színház)

## Művei közgyűjteményekben (válogatás)
- Körmendi-Csák Gyűjtemény, Budapest
- Ariana M., Genf
- Herman Ottó Múzeum, Miskolc
- Iparművészeti Múzeum, Budapest
- Janus Pannonius Múzeum, Pécs
- Kerámia Múzeum, Karatsu
- Konstfack M., Oslo
- Kunstmuseum, Karlsruhe
- Museum of Ceramics, Szöul
- Museum of Taipei
- Santori M., Tokió
- Victoria and Albert Museum, London
- Westerwald Museum, Höhr-Grenzhausen

## Kötetei
- A színház. Schrammel Imre siklósi naplója, 1984–1986. Részletek; Pécsi Kisgaléria, Pécs, 1987
- Schrammel Imre; Kráter Műhely Egyesület, Budapest, 1994 (Belső tárlat)
- Schrammel; bev., riporter Kernács Gabriella; Magyar Képek, Veszprém–Budapest, 2010
- Schrammel-napló. Válogatás Schrammel Imre rajzos naplóiból, 1984–2013; Magyar Képek, Veszprém–Budapest, 2014
- Föld és tűz; bev., riporter Kernács Gabriella, szerk., kieg., jegyz. Wehner Tibor; MMA, Budapest, 2021
- Sketchbook. Rajzok, vázlatok; MMA, Budapest, 2023

## Díjak, elismerések (válogatás)
- Munkácsy Mihály-díj (1966)
- II. Országos Kerámia Biennálé I. díja (1970)
- Faenzai Kerámiabiennálé nagydíja (1971, 1984)
- Vallauris-i Biennálé II. díja (1972)
- Francia Akadémia díja (1972)
- AIC-ezüstérem, Calgary (1973)
- Faenzai Kerámiabiennálé aranyérme (1974)
- VI. Országos Kerámia Biennálé I. díja (1980)
- Janus Pannonius-díj (1982)
- Bajor Állami díj (1983)
- 2. Faenzai Quadriennálé, az Európa Parlament elnökének díja (1987)
- Érdemes művész (1987)
- Gualdo Tadino, aranyérem (1988)
- Gualdo Tadino I. díj (1990)
- a Művészeti Alap díja (1990)
- Kossuth-díj (1991)
- Prima Primissima díj (2007)
- Újpest díszpolgára (2011)
- A Magyar Érdemrend középkeresztje (2013)
- A Nemzet Művésze (2014)
- Hegyvidék díszpolgára (2015)
- Budapestért díj (2020)[7]

## Film
- Schrammel Imre, ismeretterjesztő rövidfilm, Budapest Filmstúdió, rend.: György I.
- Kernács G.-B. Farka T.: A TV Galériája, MTV, 1974